# Смарагдове місто (телесеріал)
Смара́гдове мі́сто (англ. Emerald City) — американський фантастичний телевізійний серіал режисера Тарсема Сингха (Tarsem Singh), заснований на книгах Френка Баума про чарівну Країну Оз. Серіал із 10 епізодів демонструвався на телеканалі «Ен-бі-сі» (англ. NBC) з 6 січня по 4 травня 2017 року та був закритий після першого сезону через низькі рейтинги.

## Синопсис
Торнадо переносить дівчину Дороті Ґейл із Канзасу в чарівну Країну Оз, де вона вирушає на пошуки могутнього Чарівника, сподіваючись на допомогу. Героїня навіть не підозрює, що її поява у казковій країні й усі подальші пригоди — це здійснення давнього пророцтва.

## У ролях
Більшість героїв серіалу засновані на оригінальних персонажах книг про Країну Оз, наприклад: Роан — це Страшило, Захід — Зла відьма Заходу, Імонн — Лев, Джек — Залізний Дроворуб, Тіп — Принцеса Озма тощо.

### Основний склад
| Актор               | Роль                    | Епізоди           |
| ------------------- | ----------------------- | ----------------- |
| Адріа Архона        | Дороті Ґейл             | 1—10              |
| Олівер Джексон-Коен | Роан / Лукас            | 1—10              |
| Ана Улару           | Захід                   | 1—10              |
| Мідо Хамада         | Імонн                   | 1—8, 10           |
| Ґерран Гавелл       | Джек                    | 1—10              |
| Джордан Лоґран      | Тіп                     | 1—10              |
| Джоелі Річардсон    | Ґлінда                  | 1—2, 4—5, 7—8, 10 |
| Вінсент Д'Онофріо   | Френк Морган / Чарівник | 1—10              |

### Другорядний склад
| Актор                 | Роль               | Епізоди        |
| --------------------- | ------------------ | -------------- |
| Флоренс Касумба       | Схід               | 1—2, 5         |
| Ізабель Лукас         | Анна               | 1—8, 10        |
| Роксі Штернберг       | Елізабет           | 1—7            |
| Стефані Мартіні       | Принцеса Лангвідер | 1—7            |
| Ребека Рі             | Лейт / Сільвія     | 4—8, 10        |
| Джина Маккі           | Д-р Джейн Ендрюс   | 4—8, 10        |
| Олафур Даррі Олафссон | Оджо               | 1—2, 4—6, 9—10 |
| Фіона Шоу             | Момбі              | 1—2            |